# The Patrick Wolf EP
Die Patrick Wolf EP ist die im Jahr 2002 erschienene Debüt-EP des britischen Musikers Patrick Wolf.
Die EP wurde im „Le Petit Chevalier“-Studio in Paris aufgenommen. Sie wurde auf 1000 Exemplare limitiert und ist nicht mehr erhältlich.

## Titelliste
1. Bloodbeat – 3:46
2. Empress – 3:55
3. A Boy Like Me – 3:26
4. Pumpkin Soup – 5:01

## Inhalt
Zwei der vier Titel der EP (Bloodbeat und A Boy Like Me) wurden im Jahr 2003 auf dem Album Lycanthropy veröffentlicht.
Alle Lieder der EP wurden von Patrick in einem Zeitraum von 1994 bis 2002 aufgenommen. Die meisten Rhythmen und Geräusche hat Patrick selbst aufgenommen oder gesammelt. Zum Beispiel wurde das Klatschen für A Boy Like Me in einem Friseursalon aufgenommen. Er hat alle Lieder selbst an seinem Laptop abgemischt und einen Großteil der Instrumente selbst gespielt.

### Empress
In dem zweiten Lied des Albums geht es um eine Kaiserin, die über seine Gefühle herrscht. Er beschreibt wie er sie verliert und wie er sich opfern wird, um bei ihr zu sein. Das Lied wird von den tanzenden Klängen einer Spieluhr begleitet und es wird mit mehreren Gesangsebenen gearbeitet.

Klavier, Gesang, Geräusche, Viola und Akkordeon wurden von Patrick Wolf programmiert.

### Pumpkin Soup
Das letzte Lied der EP ist sehr kitschig gehalten, was aber durchaus beabsichtigt ist. Es handelt von einer Kindheit und einer heilenden Erwartungshaltung gegenüber der Zukunft, die einen das Leiden vergessen lässt, mit dem man schon immer zu kämpfen hat.

Klavier, Viola und Geige wurden von Patrick Wolf gespielt, das Cello von Joe Zeitlin und aufgenommen wurde das ganze von Leo Chadburn.